# Гванигванико
Гванигванико (шп. Guaniguanico, шп. Cordillera de Guaniguanico) је планински венац на западу Кубе који се протеже од центра-запада провинције Пинар дел Рио до западне области провинције Артемиса. Формирају га подопсези Сијера дел Росарио и Сијера де лос Органос.

## Етимологија
Гранберри и Весцелиус (2004) предлажу Гванахатабеји етимологију за име Гванигванико, упоређујући га са вани-вани-ку (wani-wani-ku) изразом што значи „скривени месец или залазак месеца” у наводно сродном језику Варао у делте реке Оринока у Венецуели.

## Географија
Кордиљера се простире у дужини од око 160 км, од града Гване, на западу провинције Пинар дел Рио, до Алтурас де Мариел, близу Маријела у провинцији Артемиса. Два подопсега која га чине, Сијера де лос Органос (запад) и Сијера дел Росарио (исток), подељени су у средини реком Сан Дијего (Río San Diego). Највиши врх је Пан де Гвахаибон (699 м), који се налази између општина Баија Хонда и Ла Палма. Представља симбол западне Кубе.

## Оријентири
Гванигванико обухвата долину Вињалес, природни резерват и светску баштину и друге знаменитости као што су водопади Салто де Сороа, резерват природе Лас Терразас и заштићено подручје Мил Кумбрес.
- Salto de Soroa waterfall
- Las Terrazas natural reserve

## Клима
| Ј                                     | Ф        | М        | А         | М         | Ј         | Ј         | А         | С         | О         | Н         | Д        |
| 94 22 16                              | 55 24 18 | 93 26 18 | 131 28 19 | 189 28 20 | 429 29 21 | 215 27 21 | 194 26 21 | 188 26 21 | 194 25 20 | 139 24 19 | 53 22 17 |
| Просечне макс. и мин. температуре у ° |          |          |           |           |           |           |           |           |           |           |          |
| Укупне падавине у                     |          |          |           |           |           |           |           |           |           |           |          |
| Извор:                                |          |          |           |           |           |           |           |           |           |           |          |

| Империјална конверзија                | Империјална конверзија | Империјална конверзија | Империјална конверзија | Империјална конверзија | Империјална конверзија | Империјална конверзија | Империјална конверзија | Империјална конверзија | Империјална конверзија | Империјална конверзија | Империјална конверзија |
| ------------------------------------- | ---------------------- | ---------------------- | ---------------------- | ---------------------- | ---------------------- | ---------------------- | ---------------------- | ---------------------- | ---------------------- | ---------------------- | ---------------------- |
| Ј                                     | Ф                      | М                      | А                      | М                      | Ј                      | Ј                      | А                      | С                      | О                      | Н                      | Д                      |
| 3,7 72 61                             | 2,2 75 64              | 3,7 79 64              | 5,2 82 66              | 7,4 82 68              | 17 84 70               | 8,5 81 70              | 7,6 79 70              | 7,4 79 70              | 7,6 77 68              | 5,5 75 66              | 2,1 72 63              |
| Просечне макс. и мин. температуре у ° |                        |                        |                        |                        |                        |                        |                        |                        |                        |                        |                        |
| Укупне падавине у инчима              |                        |                        |                        |                        |                        |                        |                        |                        |                        |                        |                        |

| Ј                                     | Ф        | М        | А         | М         | Ј         | Ј         | А         | С         | О         | Н         | Д        |
| 94 22 16                              | 55 24 18 | 93 26 18 | 131 28 19 | 189 28 20 | 429 29 21 | 215 27 21 | 194 26 21 | 188 26 21 | 194 25 20 | 139 24 19 | 53 22 17 |
| Просечне макс. и мин. температуре у ° |          |          |           |           |           |           |           |           |           |           |          |
| Укупне падавине у                     |          |          |           |           |           |           |           |           |           |           |          |
| Извор:                                |          |          |           |           |           |           |           |           |           |           |          |

| Империјална конверзија                | Империјална конверзија | Империјална конверзија | Империјална конверзија | Империјална конверзија | Империјална конверзија | Империјална конверзија | Империјална конверзија | Империјална конверзија | Империјална конверзија | Империјална конверзија | Империјална конверзија |
| ------------------------------------- | ---------------------- | ---------------------- | ---------------------- | ---------------------- | ---------------------- | ---------------------- | ---------------------- | ---------------------- | ---------------------- | ---------------------- | ---------------------- |
| Ј                                     | Ф                      | М                      | А                      | М                      | Ј                      | Ј                      | А                      | С                      | О                      | Н                      | Д                      |
| 3,7 72 61                             | 2,2 75 64              | 3,7 79 64              | 5,2 82 66              | 7,4 82 68              | 17 84 70               | 8,5 81 70              | 7,6 79 70              | 7,4 79 70              | 7,6 77 68              | 5,5 75 66              | 2,1 72 63              |
| Просечне макс. и мин. температуре у ° |                        |                        |                        |                        |                        |                        |                        |                        |                        |                        |                        |
| Укупне падавине у инчима              |                        |                        |                        |                        |                        |                        |                        |                        |                        |                        |                        |